# Equivalent National Tertiary Entrance Rank
Equivalent National Tertiary Entrance Rank (ENTER score) är den poäng som används för att söka in till universitetet i Australien. Trots att samtliga australiensiska stater har separata skolsystem, räknar alla ut den motsvarande ENTER:n för sina elever. På så vis är det möjligt för elever att söka till universitet i en annan stat.